# 李冲和
李冲和（1892年—1965年），男，宁夏石嘴山人，中国政治人物，曾任宁夏回族自治区政协副主席，第四届全国政协委员。